# カロル・ラートハウス
カロル・ラートハウス（Karol Rathaus, 1895年9月16日 - 1954年11月21日）は、ユダヤ系オーストリア人の作曲家。

## 経歴
オーストリア＝ハンガリー帝国のタルノーポル（現在のウクライナ・テルノーピリ）生まれ。幼年期から作曲を始め、1913年もしくは1914年に、ウィーン音楽演劇大学に入学。ただし1918年から1919年まで第1次世界大戦に従軍していて学業を中断している。フランツ・シュレーカーの愛弟子の一人として、シュレーカーがウィーンからベルリン高等音楽学校に転職すると、師を追って同校に進み、音楽学と作曲法について研鑽を重ねる。1920年代に修行時代を終えると、ベルリン高等音楽学校で作曲と音楽理論の教師として就職。また、作曲活動においても一連のデビュー作によって旋風を巻き起こすとともに、大成功を収めた。
歌劇《異土》の成立後は、映画の音楽監督としても活動し、ヴァマル共和国において芸術的に抜きん出た映画音楽の作曲家のひとりとなった。フョードル・オツェプ監督の映画3作にも楽曲を提供した。しかし、1932年にパリに逃れ、1934年から1938年までロンドンに暮らし、最終的にニューヨークに移住した。ニューヨーク市立大学クイーンズ校にて作曲科の教授に就任し、在任中に名教師として声望と人気を勝ち得た。その後も作曲家として非常に実り豊かな時期を迎え、依嘱作品のかたわら映画音楽の作曲もこなした。
1954年、ニューヨークにて死去。

## 作曲作品・評価
ラートハウスは、オペラやバレエのような舞台音楽も手懸けたものの、専ら器楽曲の作曲家であり、交響曲や管弦楽曲、室内楽、鍵盤楽曲、セレナーデ、ソナタを遺し、作風は恩師シュレーカーのほかにグスタフ・マーラーやリヒャルト・シュトラウス、イーゴリ・ストラヴィンスキーにも影響されている。ナチスの擡頭に伴い亡命するまでの1930年代初頭にかけて、映画音楽の作曲家としても名を成した。ナチス・ドイツにおいては「頽廃芸術」のレッテルを貼られ、上演禁止の憂き目を見た。

## 主要作品一覧

### 歌劇・楽劇
- 4幕の歌劇《異土》 Fremde Erde 作品25

### 管弦楽曲
- 交響曲 第1番 作品5
- 交響曲 第2番 作品7（1924年フランクフルト初演）
- 交響曲 第3番 作品50
- 管弦楽のための4つの舞曲 Vier Tanzstücke für Orchester 作品15
- 4幕のバレエ音楽《最後のピエロ》 Der letzte Pierrot 作品19
- 演奏会用序曲 Ouvertüre 作品22
- ヴァイオリンと室内オーケストラのための組曲 Suite für Violine und Kammerorchester 作品27
- 管弦楽組曲 Suite für Orchester 作品29
- 管弦楽のためのセレナーデ Serenade für Orchester 作品35
- 夜曲《ヤコブの夢》 Notturno : Jacob's Dream für Orchester  作品44
- ピアノ協奏曲 Klavierkonzert 作品45
- 交響楽のためのポロネーズ Polonaise symphonique 作品52
- 管弦楽のための劇的幻影 Vision dramatique für Orchester 作品55

### 室内楽曲
- ヴァイオリン・ソナタ第1番 1. Sonate für Violine und Klavier 作品14
- ヴァイオリン・ソナタ第2番 2. Sonate für Violine und Klavier 作品43
- クラリネット・ソナタ Sonate für Klarinette und Klavier 作品21
- クラリネットとヴァイオリン、ピアノのための三重奏曲 Trio für Violine, Klarinette und Klavier 作品53
- 弦楽四重奏曲 第4番 4. Streichquartett 作品60
- 弦楽四重奏曲 第5番 5. Streichquartett 作品71
- 4つの管楽器とピアノのための小セレナーデ Eine kleine Serenade für 4 Bläser und Klavier 作品23
- ヴァイオリンとピアノのための《牧歌と踊り》 Pastorale und Tanz für Violine und Klavier 作品39

### ピアノ曲
- ピアノ・ソナタ第1番 ハ短調 1. Klaviersonate c-moll 作品2
- ピアノ・ソナタ第2番 2. Klaviersonate 作品8
- 3つのマズルカ Trois Mazurkas für Klavier 作品24
- 4つの練習曲 Vier Etüden für Klavier 作品38
- 3つの練習曲 Drei Studien für Klavier 作品46
- 6色の風景画 Landschaft in sechs Farben für Klavier 作品51

### オルガン曲
- 前奏曲とトッカータ Präludium und Toccata für Orgel 作品32

### 合唱曲・独唱曲・歌曲
- 無伴奏混声合唱のための《牧歌と踊りの歌》Pastorale und Tanzweise für gemischten Chor a capella 作品17
- 混声合唱と室内オーケストラのための《リートとフーガ》Lied und Fuge für gemischten Chor und Kammerorchester 作品26
- カルデロン歌曲集 Drei Calderón Lieder 作品34
- 詩篇第23番 Psalm XXIII 作品54

### 付随音楽・映画音楽
- 映画「カラマゾフの兄弟（原題：“Der Mörder Dimitri Karamasoff”）」の付随音楽 (1930/31)
- 映画音楽「 “Amok” 」(1934)
- 映画音楽「 “Laßt uns leben” 」(1939)
- 映画音楽「 “Histadrut. Builder of a nation” 」(1945)